# Blau gas
Il Blau gas è un gas artificiale simile al propano, inventato da Hermann Blau.

## Descrizione
Blau gas contiene circa il 50% di olefine (alcheni), il 37% di metano e altri alcani, il 6% di idrogeno e per la restante parte di aria. Il potere calorifico è 122 MJ/m³.
È stato prodotto decomponendo attraverso il calore gli oli minerali in storte e comprimendo la nafta risultante fino a quando non si è liquefatto. In questa condizione, come avviene per il GPL, dopo questo processo assunse di nuovo lo stato gassoso. Chimicamente, è simile al gas di carbone.
Il gas Blau ha un colore simile all'acqua. Era immagazzinato in bombole di acciaio per il trasporto e aveva il vantaggio di possedere la più alta energia specifica di tutti i gas prodotti artificialmente, ma a differenza del gas di carbone, era privo di monossido di carbonio.
Il gas Blau veniva utilizzato per l'illuminazione e il riscaldamento; una forma meno pura nota come gas Pintsch veniva usata tra la fine del XIX e l'inizio del XX secolo nei vagoni ferroviari per alimentare lampade e stufe. Il gas Blau divenne noto, tuttavia, come combustibile di compensazione dell'assetto per lo LZ 127 Graf Zeppelin. Aveva diversi vantaggi rispetto ai carburanti liquidi come la benzina. Poiché pesava all'incirca come l'aria, la sua combustione non alleggeriva il dirigibile, eliminando la necessità di regolare o modificare la galleggiabilità o la zavorra in volo.